# Pieranie
Pieranie – wieś w Polsce położona w województwie kujawsko-pomorskim, w powiecie inowrocławskim, w gminie Dąbrowa Biskupia, przy drodze wojewódzkiej nr 252 z Inowrocławia do Włocławka.

## Podział administracyjny

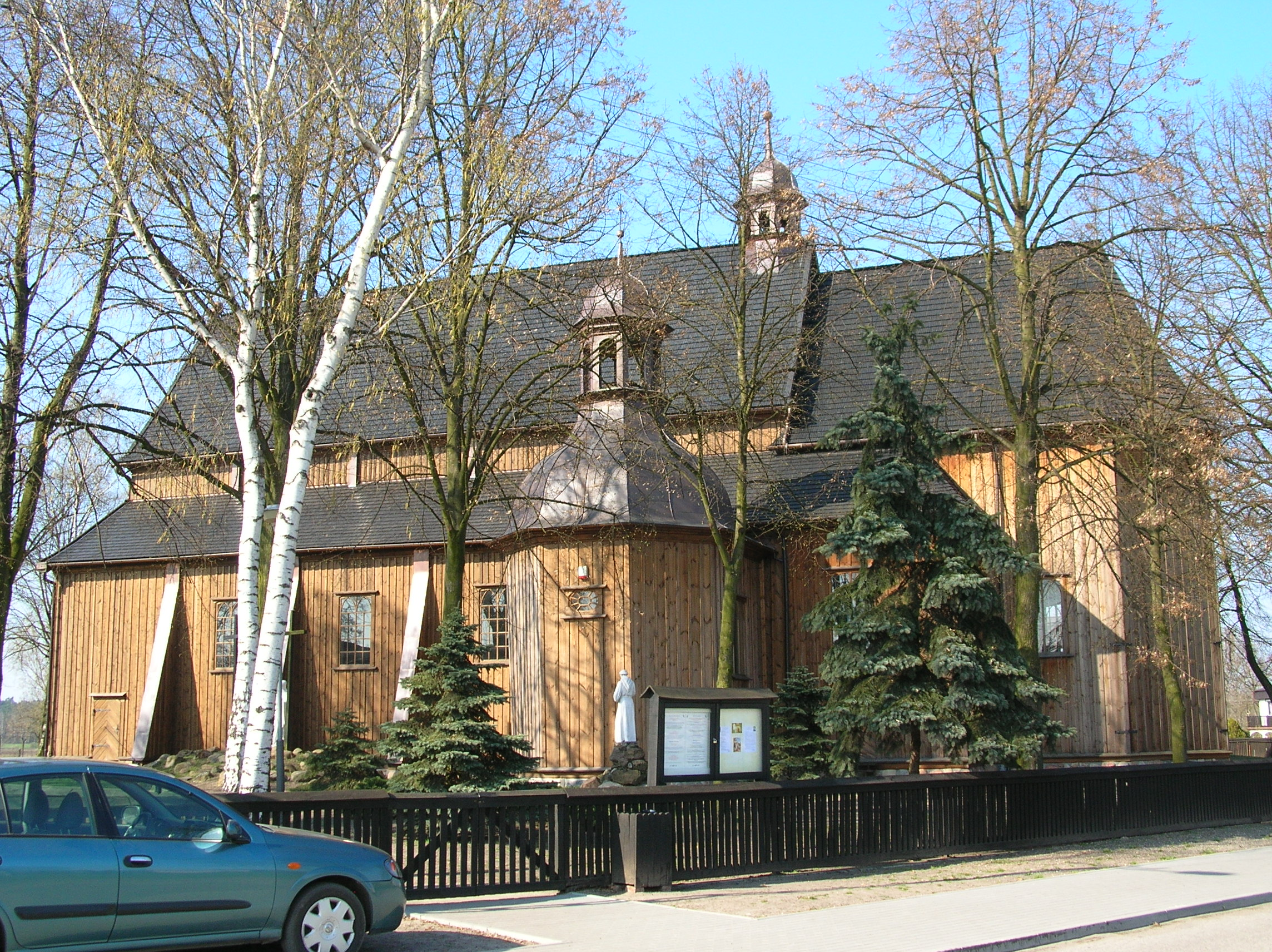
Kościół (konstrukcja drewniana) pw. św. Mikołaja, zbudowany w latach 1732–1743

W latach 1954–1961 wieś należała i była siedzibą władz gromady Pieranie, po jej zniesieniu w gromadzie Radojewice. W latach 1975–1998 miejscowość administracyjnie należała do województwa bydgoskiego.

## Demografia
Według Narodowego Spisu Powszechnego (III 2011 r.) wieś liczyła 174 mieszkańców. Jest czternastą co do wielkości miejscowością gminy Dąbrowa Biskupia.

## Zabytki
W Pieraniu znajduje się zabytkowy kościół pw. św. Mikołaja, zbudowany z drewna, w latach 1732-1743. Znajduje się w nim cudowny obraz Matki Boskiej.

## Osoby związane ze wsią
- Franciszek Bartoszek (1910-1943), plastyk, współzałożyciel stowarzyszenia plastycznego Czapka Frygijska (istniało w latach 1934-1938), członek Polskiej Partii Robotniczej (od stycznia 1942) i żołnierz Gwardii Ludowej (od końca marca 1942).